# BT-6
BT-6はIHIエアロスペース（旧石川島播磨重工業航空宇宙事業部）が開発し、製造している推力22N級の2液式スラスターである。

## 概要
アポジキックエンジンのバックアップとして使用可能な2液式スラスターとして開発された。2001年に燃焼試験による評価が行われた後、2002年から販売が行われている。2009年6月までに40基がロッキード・マーティン(LM)やオービタル・サイエンシズ(OSC)へ出荷された。

## 技術的特徴
ヘリウムガスによって加圧される圧送式サイクルの2液式スラスタであり、燃料としてヒドラジン(N2H4)、酸化剤として一酸化窒素を3%添加した四酸化二窒素(MON-3)を採用している。インジェクタはチタン製、燃焼器はニオブ合金製である。

## 主要諸元
- 燃焼サイクル : 圧送式サイクル
- 推進剤 : MON-3/N2H4
- 推力 : 21.5 ± 0.5 N
- 比推力 : 295 s
- 混合比 : 0.78 ± 0.02